# هيئة خدام المهدي

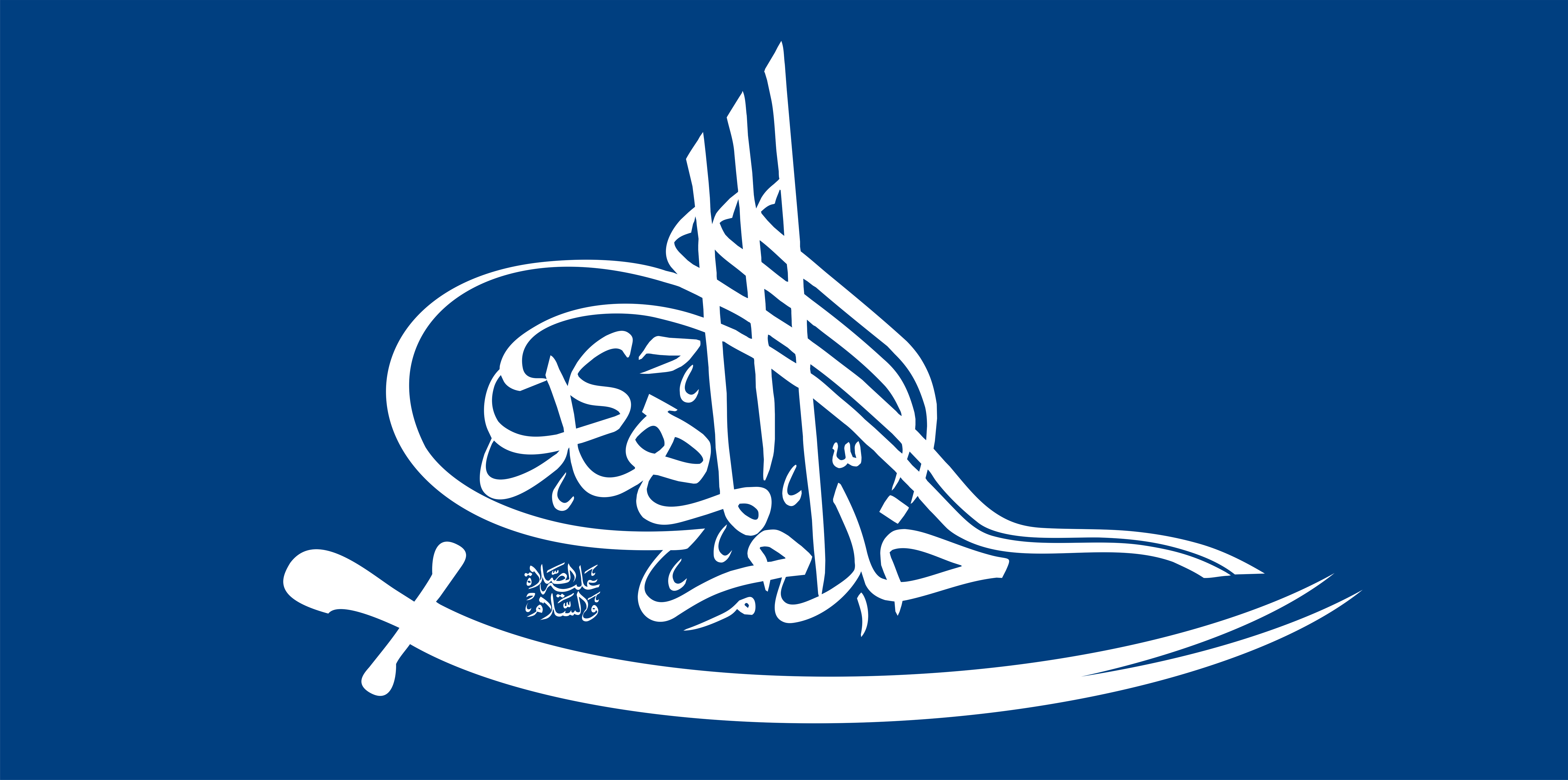
شعار هيئة خدام المهدي

اتحاد خدام المهدي هيئة دينية أسسها رجل الدين الشيعي الكويتي ياسر الحبيب سنة 2000 (1420 هـ) في الكويت، ولها مكاتب رسمية في المملكة المتحدة والعراق.
وقد عمل مؤسس الهيئة ياسر الحبيب في مجال الإعلام قبل أن يتجاوز عمره إثنتا عشرة سنة، حيث عمل محرراً صحافياً في جريدة الوطن الكويتية منذ سنة 1991، ثم انتقل إلى جريدة صوت الكويت حتى أوقفت الحكومة إصدارها سنة 1994، فانتقل إلى الطليعة، فالرأي العام، فالقبس، فصوت الخليج. ثم أسس هيئة خدام المهدي فقام بإصدار عدد من الإصدارات الإعلامية كمجلة المنبر، ومجلة ثائر، وغيرها.
تُرَوُّج الهيئة لأفكار وآراء مؤسسها ياسر الحبيب الذي عُرِفَ بأسلوبه الحاد في بيان آرائه في مجال العقيدة واستنتاجاته وفلسفاته وتصوراته حول التاريخ الإسلامي، ويعرف نفسه بأنه يركز في حديثه بصراحة على اظهار ما في طيات كتب الاعتقاد بما يمتنع علماء الشيعة الموجودون في العالم الإسلامي عن كشفه لما يترتب عليهم من تبعات سلبية على حياتهم الخاصة، وعليه فإنه يستخدم أسلوب التحقير للشخصيات المختلف عليها عند الشيعة ومنها الشخصيات المقدسة عند السنة، فَسَبَّب ذلك مشاكل كثيرة للهيئة ومؤسسها في الكويت ذات الغالبية السنية. وانتهى الأمر باعتقال مؤسسها ياسر الحبيب، ثم إغلاق مكتب الهيئة سنة 2004، وحُوِّلَ القائمون عليها إلى النيابة، وأدانت وزارة الخارجية الأمريكية ومنظمة العفو الدولية ما حدث للمؤسس من اعتقال ومحاكمة وذلك لاندراج عمل الهيئة تحت بند ”الخصوصية الثقافية والدينية“.
تَتَّخِذ هيئة خدام المهدي من لندن عاصمة المملكة المتحدة مركزاً لنشاطاته، وليس لها أي مكتب رسمي في الدول الإسلامية غير العراق

## المبادئ والمنطلقات
بعد مداولات مكثفة وجلسات بحثية متكررة، صادق مجلس إدارة هيئة خدام المهدي على التقرير الذي رفعه باسم مكتب بيروت رئيس تحرير مجلة المنبر يوسف عبد الهادي بعبلكي والذي تضمن وثيقة المبادئ والمنطلقات. وتنص هذه الوثيقة على:

- المبادئ والمنطلقات:

1. تقوى الله إلى أقصى درجات الاستطاعة.
2. الولاء المطلق لأهل البيت عليهم الصلاة والسلام.
3. هجران الدنيا وملذاتها مطلقاً.
4. الإيمان بالمشروع الحضاري الشيرازي ومفرداته كاملة.
5. التمسك بروح الشجاعة والإقدام.
6. الالتزام بقيم المسؤولية والتضحية والمثابرة والنشاط.

- الأهداف والغايات العامة:

1. التمهيد لقيام مولانا حجة الله على خلقه أرواحنا وأرواح العالمين لتراب مقدمه الفداء.
2. إنهاض المجتمع الشيعي ورفع مستوى وعيه وكفاءته الحضارية.
3. معالجة مواطن الاعتلال العقائدي وتنقية المجتمع الشيعي من الشوائب وصولاً لحالة السلامة العقائدية.
4. إنهاء حالة الانهزامية والتراجع والخمول في المجتمع الشيعي.
5. السعي لاستلام الشيعة موقعية الريادة والطليعة العالمية في شتى المجالات.
6. هداية البشرية بمختلف أديانها وطوائفها إلى نور وعقيدة أهل البيت عليهم الصلاة والسلام.

وجدير بالذكر أن مجلس إدارة الهيئة قام بتكليف رئيس التحرير يوسف بعلبكي بمهمة إعداد كتاب يشرح بشكل تفصيلي وثيقة المبادئ والمنطلقات وذلك لطبعه وتوزيعه تحت عنوان: ”خدام المهدي..من نحن وماذا نريد“.

## المؤسسات والمشروعات التابعة للهيئة

### حوزة الإمامين العسكريين
حوزة الإمامين العسكريين هي إحدى المشاريع التعليمية التابعة للهيئة، واسم الحوزة «الإمامين العسكريين» هو لقب يُطلَق على الإمامين العاشر والحادي عشر عند الشيعة الإثني عشرية وهما علي بن محمد الهادي وابنه الحسن بن علي العسكري.
وتقع الحوزة في مبنى هيئة خدام المهدي الذي افتتح في العشرين من جمادى الآخرة 1431 هـ (12 يونيو 2010)، ويُشرِف ياسر الحبيب على الحوزة، ويدرس فيها علم الفقه الإستدلالي وعلم الكلام في مرحلة السطوح العالية، وهي أعلى مرحلة تُدّرَس في حوزة الإمامين العسكريين. كما يُدِّرس في الحوزة رجال دين آخرون وهم عباس آغائي، وعلي معاش، وعلي النواب، ومحمد مهدي سلمان بور.
تُدرَّس في حوزة الإمامين العسكريين الرسالة العملية للمرجع صادق الحسيني الشيرازي المعروفة باسم «المسائل الإسلامية»، لكونه المرجع الأعلم حسب رأي ياسر الحبيب المشرف على الحوزة ومؤسس هيئة خدام المهدي.

### قناة فدك
منذ تأسيس هيئة خدام المهدي فقد طُرِحَت فكرة إنشاء قناة فضائية تروج لمبادئ ومنطلقات الهيئة، فتم الإعلان عن هذا المشروع لجمع التبرعات له، وكان ياسر الحبيب قد دعا في كلمة مصورة للتبرع لإطلاق قناة فدك، فبدأ البث التجريبي للقناة الذي استمر لمدة يومين في 11 شوال 1431 هـ (20 سبتمبر 2010)، وبعد ستة أيام من البث أُعلِنَ عن مد إرسال القناة إلى أقصى المغرب العربي والدول الأوروبية، وبعد أيام قُطِعَ بث القناة والذي اعتبرته هيئة خدام المهدي «تهديدات أجبرت شركة الإرسال على قطع بث القناة على قمر أتلانتيك بيرد».
أُعيد بث قناة فدك على قمر الهوت بيرد في 27 فبراير 2011، ولا يزال بث القناة مستمراً.

### مؤسسة المنبر الإعلامية
هي إحدى المؤسسات التابعة للهيئة، وتهتم برصد وتسجيل المحاضرات والبرامج الإسلامية وإعدادها، كما تُصدِر المؤسسة عدد من المجلات والدوريات، وهي:
- مجلة المنبر: هي أول مجلة أصدرتها الهيئة، واسمها هو اسم المؤسسة، وكانت تَصدُر بداية كل شهر من شهور السنة الهجرية.
- الجريدة الشيعية (بالإنجليزية: Shia Newspaper) هي إحدى الإصدارات الإعلامية، التي تصدرها الهيئة، وهي جريدة باللغتين العربية والإنجليزية.
- مجلة ثائر: هي إحدى المجلات التي تُصدرها الهيئة، وتُلقِّب هذه المجلة باسم «مجلة الجيل المهدوي». ومجلة ثائر مخصصة للأطفال، ورئيس تحرير المجلة مهدي جزيني، كما تحظى بإشراف وفاء يونس؛ أستاذة العلوم التربوية في جامعة بيروت العربية.[10]
- مجلة صدى الخدام: هي مجلة أخرى من المجلات التي تصدرها هيئة خدام المهدي، وتحمل في طيّات صفحاتها تعريفاً بالهيئة وإنجازاتها ومشاريعها المستقبلية.
- نشرة أصداء: نشرة تُنشَر دورياً، وتهدف لبيان مواقف الهيئة في القضايا المطروحة وردودها.

تنشط المؤسسة في طباعة الكتب التي توافق مبادئ الهيئة ومنطلقاتها، وتوزعها وتبيعها.

### حسينية سيد الشهداء
حسينة سيد الشهداء هي حسينية تابعة لهيئة خدام المهدي وتقع في المبنى الجديد للهيئة، واسم الحسينية «سيد الشهداء» هو لقب يُطلَق على الحسين بن علي بن أبي طالب. تُقام في الحسينية صلوات الجماعة والجمعة والأعياد بإمامة مؤسس الهيئة ياسر الحبيب، كما تُقام الشعائر الحسينية في الحسينية، وللحسينية مجلس أسبوعي حيث يلقي ياسر الحبيب محاضراتٍ أسبوعية فيها، ويشارك عدد من رجال الدين في بعض فعاليات الحسينية.

### مشروع علي ولي الله
علي ولي الله هو مشروع تتبناه الهيئة لنشر المذهب الشيعي في العالم، عن طريق طباعة الكتب العقائدية ونسخ الأشرطة والأقراص الكمبيوترية واستخدام كل الوسائل المتاحة للتعريف بالتشيع. ويقول المسؤولون في الهيئة أنهم استطاعوا تشييع 53 عائلة. وأنهم استطاعو زيادة المد الشيعي في دول مصر والسودان والمغرب العربي. حيث قام مكتب الهيئة في بيروت بتجهيز كميات من الكتب والمواد التبليغية وإرسالها لتلك الدول.

### مركز نور محمد
تأسس هذا المركز كإحدى فروع الهيئة لغرض المشاريع الخيرية الخاصة، كإمداد المحرومين من فقراء ومستضعفين ويتامى وأرامل وأسر محتاجة، والمساعدة بعلاج المرضى، والقيام بعمليات الإقراض الخيري، وبناء المساجد والحسينيات، وإقامة آبار المياه، ودعم الشعائر الدينية. وكانت إحدى مشاريع المركز تأسيس معرض لبيع الكتب والتسجيلات الإسلامية ضمن مكتب الهيئة في الكويت، حيث جرى توظيف أرباح هذا المعرض الدائم وصبّها في المشاريع الخيرية المختلفة، إلا أن قيام الحكومة الكويتية بحظر نشاطات الهيئة أدى إلى توقف هذا المعرض وتصفيته. وللمركز مشاريع لتأسيس مساجد وحسينيات ومراكز ثقافية إسلامية في بعض الولايات الأميركية، وكذلك في بعض المدن البريطانية.

## وصلات خارجية
- الموقع الرسمي لهيئة خدام المهدي